# Frank Hamilton Nowell

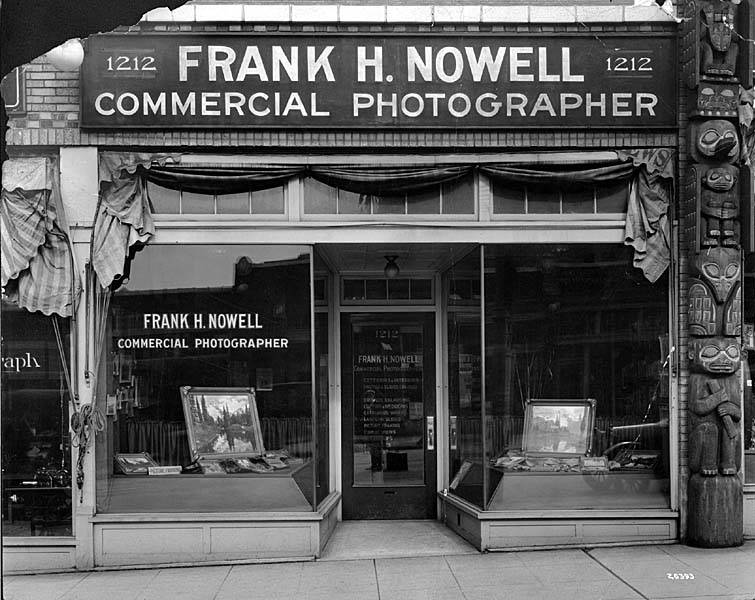
Studio Franka Nowella na adrese 4th Avenue 1212 v Seattlu

Frank Hamilton Nowell (19. února 1864, Portsmouth, New Hampshire – 19. října 1950) byl americký fotograf, který pracoval na Aljašce a v Seattlu. Jeho fotografie z Aljašky zahrnují těžební operace, panoramatické pohledy, lodě, důležité budovy a domorodé obyvatele. Byl oficiálním fotografem výstavy Alaska Yukon Pacific Exposition z roku 1909 v Seattlu.

## Životopis
Nowell se narodil v Portsmouthu, New Hampshire, jako jeden ze šesti synů. Jeho rodiči byli Thomas Nowell, první aljašský delegát republikánského národního shromáždění, a Lydia Ham Nowell. V roce 1901 byl důlním agentem.
V roce 1909 byl oficiálním fotografem výstavy Alaska Yukon Pacific Exposition. University of Washington Press o něm vydala knihu během stého výročí expozice v roce 2009.
Kolem roku 1905 fotografoval sibiřského průzkumníka Oskara Iden-Zellera a v roce 1906 Roalda Amundsena v Nome. Fotografoval také generála Adolpha Washingtona Greelyho a jeho doprovod přijíždějící do hotelu Golden Gate v Nome v srpnu 1905. Na výstavě v roce 1909 fotografoval kontradmirála Hikodžira Idžičiho.

## Galerie

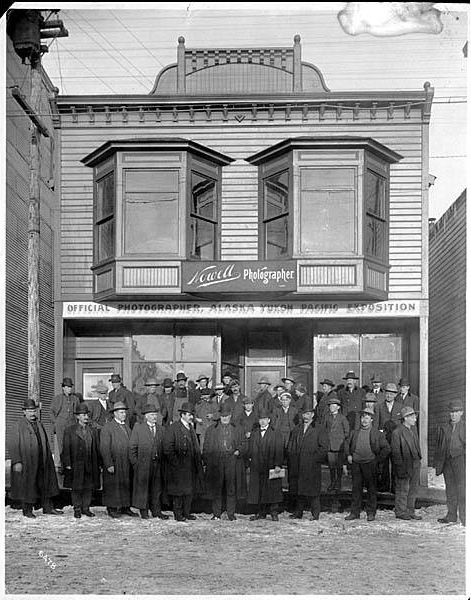
Nowellovo studio, asi 1909
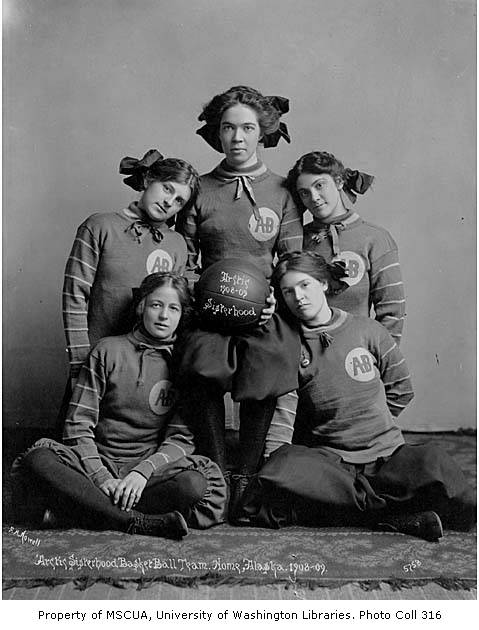
Ženský basketbalový tým Arctic Sisterhood, asi 1908
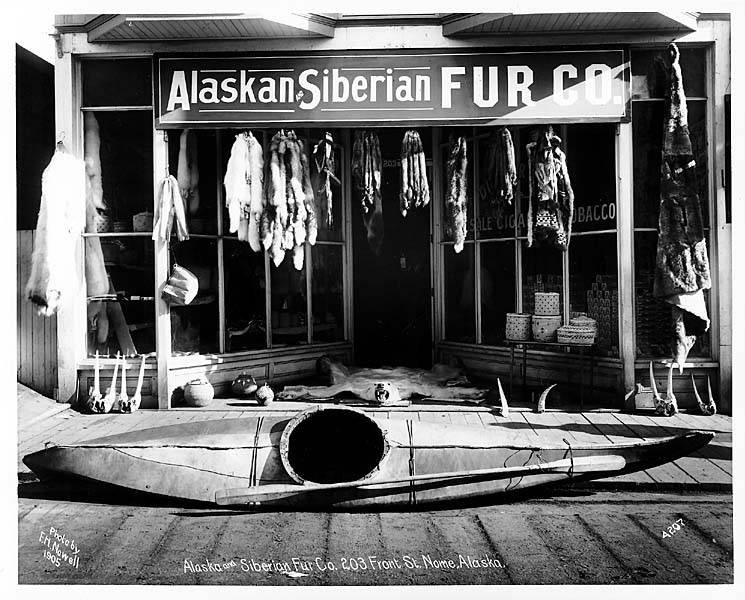
Průčelí prodejny aljašských a sibiřských kožešin
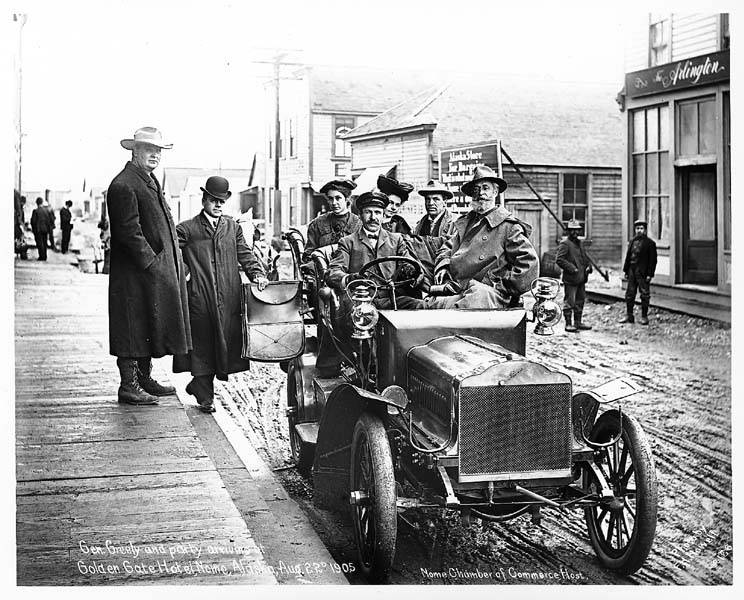
Generál Adolphus Greely přijíždějící do hotelu Golden Gate, Nome, srpen 1905
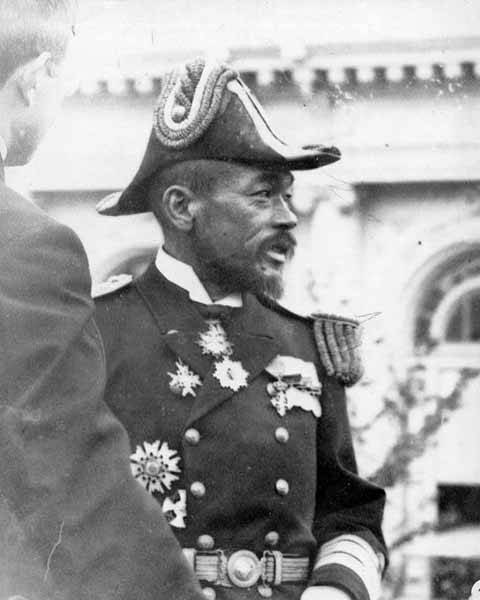
Kontradmirál Hikodžiró Idžiči, výstava Alaska Yukon Pacific Exposition, Seattle, 1909
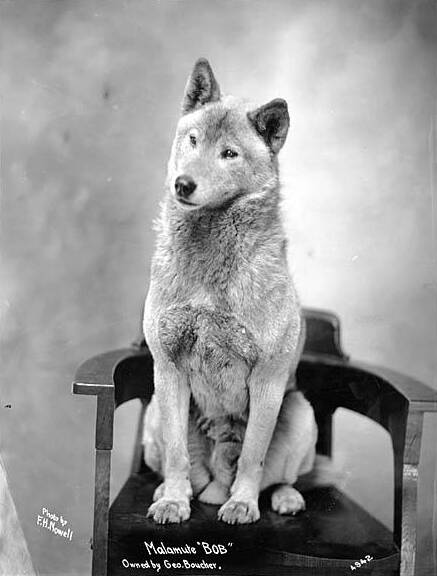
Bob, aljašský malamut
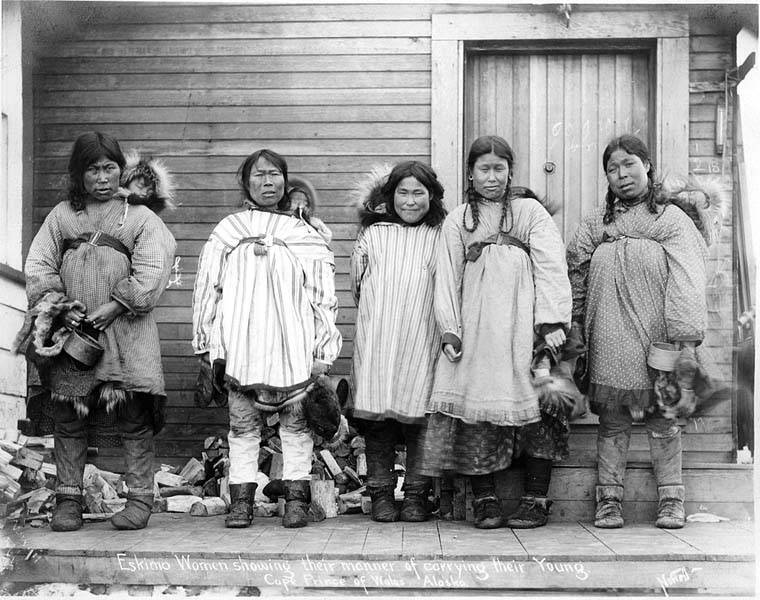
Eskymácké ženy s dětmi, Mys prince Waleského, asi 1904
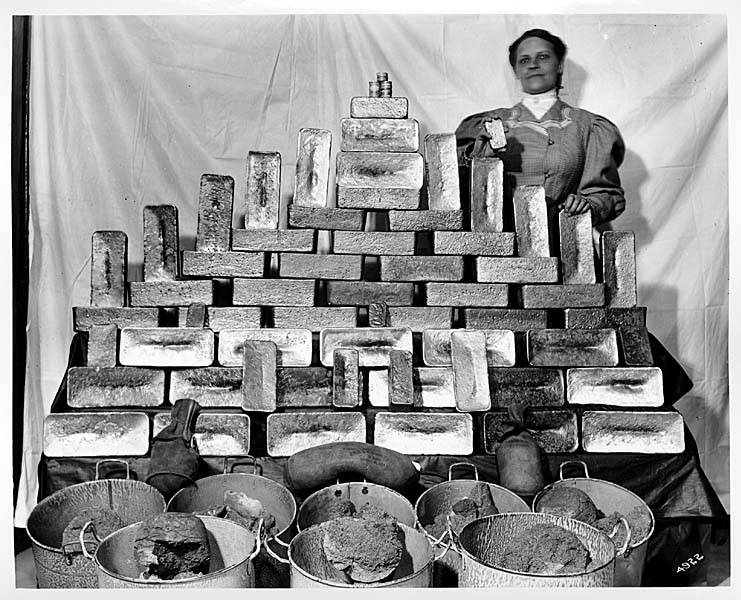
Těžba zlata na Aljašce, Zlaté cihly patřící horníkům a bance Merchants Bank, Nome, asi 1902
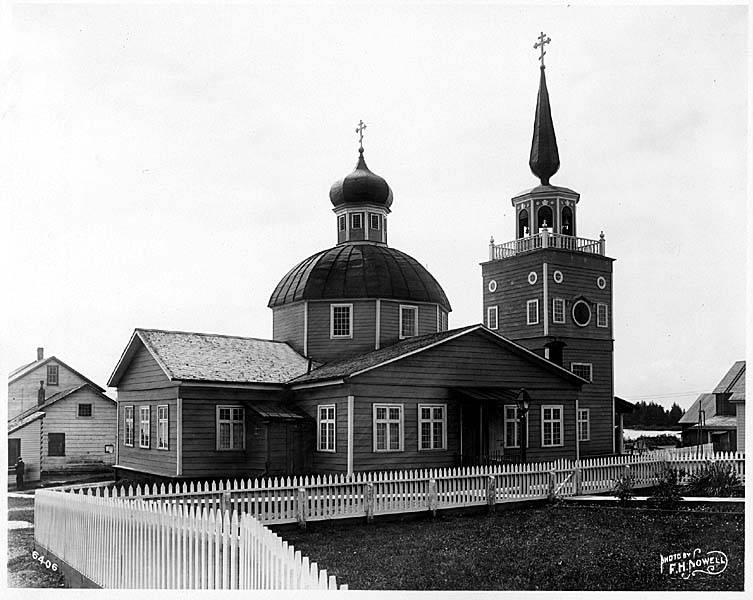
Ruská pravoslavná katedrála svatého Michaela, Sitka, asi 1908
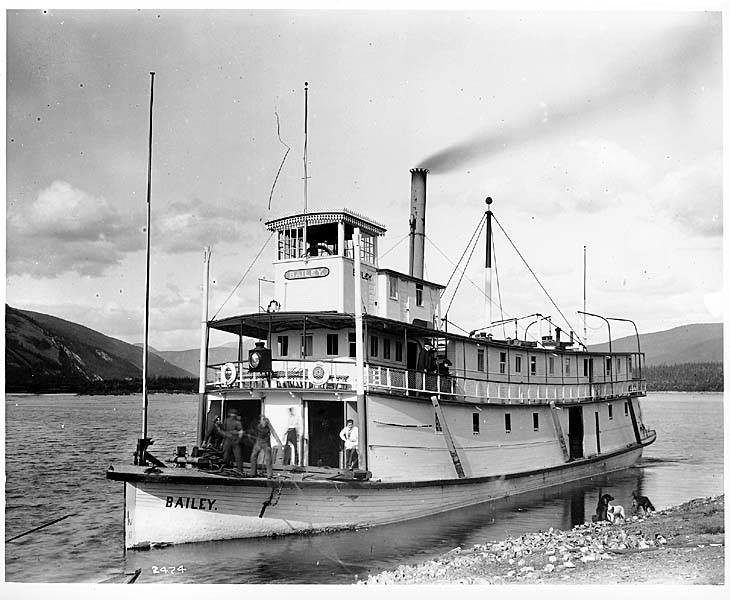
Steamer BAILEY, ca 1904
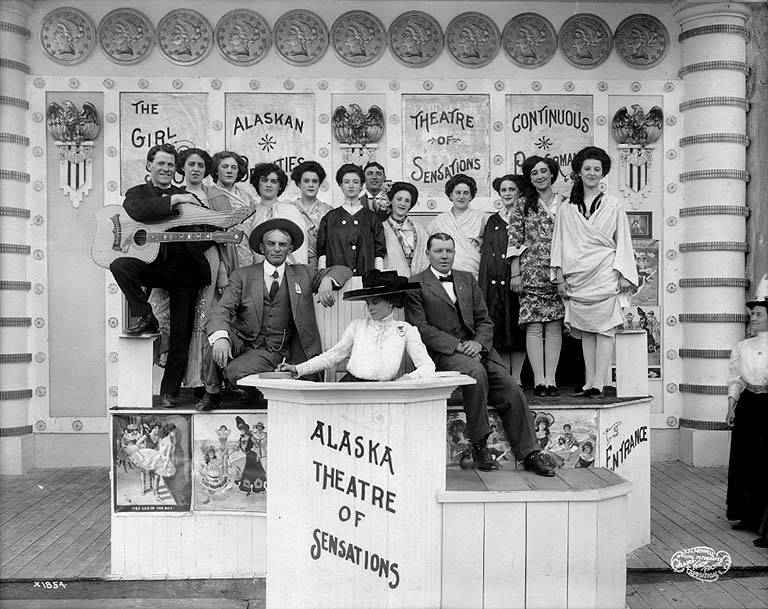
Alaska Theatre of Sensations, Pay Streak, Alaska Yukon Pacific Exposition, Seattle, Washington, 1909
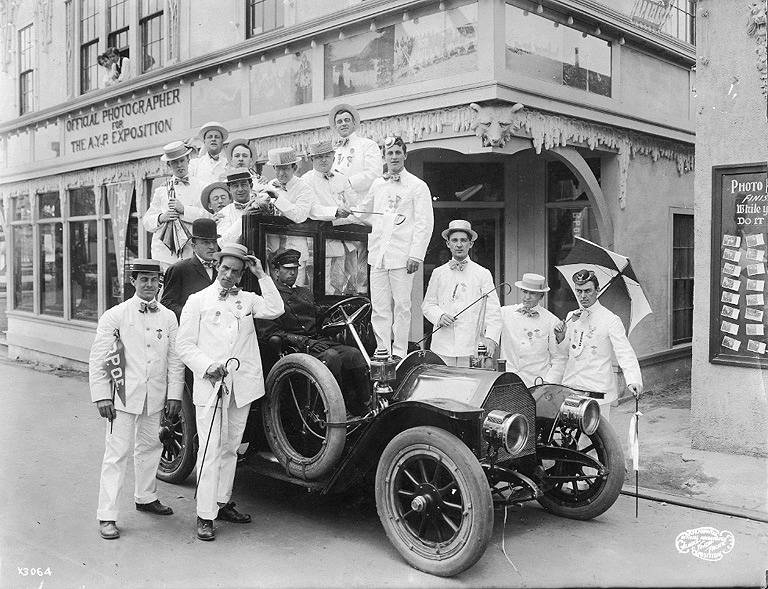
Members of the Benevolent and Protective Order of Elks in front of the Official Photographers Building, Alaska Yukon Pacific